# Linea Gakunan
La  linea Gakunan (岳南線?, Gakunan-sen), gestita dalla società Treno elettrico Gakunan è una ferrovia suburbana a scartamento ridotto che unisce la stazione di Yoshiwara, sulla linea principale Tōkaidō con quella di Gakunan-Enoo.

## Storia
Il 5 agosto 1936 il Gruppo Nissan aprì un raccordo dalla stazione di Yoshiwara alla vicina zona industriale. L'ulteriore costruzione pianificata fu annullata a causa della Guerra del Pacifico e la licenza inutilizzata fu acquistata nel 1948 dalla neonata compagnia ferroviaria Gakunan Tetsudō, allora filiale di Izuhakone Tetsudō. Il nuovo proprietario ampliò il raccordo trasformandolo in una vera e propria linea ferroviaria e la estese fino a Yoshiwara-honchō il 18 novembre 1949. L'estensione a Hon-Yoshiwara seguì il 18 aprile 1950, a Gakunan-Fujioka il 20 dicembre 1951 e infine a Gakunan-Enoo il 20 gennaio 1953.
Dal 1º giugno 1957, Gakunan Tetsudō è di proprietà di Fuji Kyūkō. Questa società inizialmente prevedeva di continuare a costruire in direzione di Numazu, ma abbandonò questo progetto e lasciò scadere la licenza corrispondente. Il 10 settembre 1969 la tensione elettrica fu aumentata da 600 V a 1500 V, rendendola compatibile con la linea principale Tōkaidō. Dal 1 febbraio 1984, i treni merci circolavano solo fino a Sudo e il 17 marzo 2012 Gakunan Tetsudō interruppe completamente il traffico merci.

## Servizi e stazioni
Sulla linea tutti i treni fermano in tutte le stazioni.

### Stazioni
Tutte le stazioni si trovano nella prefettura di Shizuoka
| N°   | Stazione         | Nome giapponese | Distanza (km)   | Distanza (km) | Collegamenti                         | Posizione                    |
| N°   | Stazione         | Nome giapponese | Tra le stazioni | Totale        | Collegamenti                         | Posizione                    |
| ---- | ---------------- | --------------- | --------------- | ------------- | ------------------------------------ | ---------------------------- |
| GD01 | Yoshiwara        | 吉原            | –               | 0.0           | JR Central: Linea principale Tōkaidō | Fuji, Prefettura di Shizuoka |
| GD02 | Jatco-mae        | ジヤトコ前      | 2.3             | 2.3           |                                      | Fuji, Prefettura di Shizuoka |
| GD03 | Yoshiwara-honchō | 吉原本町        | 0.4             | 2.7           |                                      | Fuji, Prefettura di Shizuoka |
| GD04 | Hon-Yoshiwara    | 本吉原          | 0.3             | 3.0           |                                      | Fuji, Prefettura di Shizuoka |
| GD05 | Gakunan-Harada   | 岳南原田        | 1.4             | 4.4           |                                      | Fuji, Prefettura di Shizuoka |
| GD06 | Hina             | 比奈            | 1.0             | 5.4           |                                      | Fuji, Prefettura di Shizuoka |
| GD07 | Gakunan-Fujioka  | 岳南富士岡      | 1.0             | 6.4           |                                      | Fuji, Prefettura di Shizuoka |
| GD08 | Sudo             | 須津            | 0.9             | 7.3           |                                      | Fuji, Prefettura di Shizuoka |
| GD09 | Kamiya           | 神谷            | 0.9             | 8.2           |                                      | Fuji, Prefettura di Shizuoka |
| GD10 | Gakunan-Enoo     | 岳南江尾        | 1.0             | 9.2           |                                      | Fuji, Prefettura di Shizuoka |